# Marius Striblea

Marius Striblea.

Marius Sebastian Striblea (n. 28 august, 1974, Suceava) este avocat și cadru universitar la Facultatea de Drept din cadrul Universității Alexandru Ioan Cuza din Iași.

## Biografie

### Educație
Absolvent al Liceului Teoretic Petru Rareș din Suceava în anul 1993, a urmat cursurile Facultății de Drept din cadrul Universității Alexandru Ioan Cuza din Iași finalizându-le cu o medie a anilor de studiu de 9,79. Examenul de licență a fost susținut în anul 1997 și promovat cu media 10. Lucrarea de licență se intitulează "Societățile anonime în comerțul internațional" și a fost notată cu 10. 

Marius Striblea a urmat cursuri de studii aprofundate (master) în cadrul Facultății de Drept din cadrul Universității Al. I Cuza din Iași imediat după absolvirea facultății, pe specializarea „Drept internațional public și privat”. În 1998 le-a absolvit cu lucrarea de dizertație: „Constituirea societăților anonime în dreptul comparat”, notată, de asemenea, cu 10.

## Experiență profesională

### Cariera profesională de avocat
Cariera profesională a lui Marius Striblea a început în octombrie 1997 când a acceptat un post de avocat stagiar în cadrul Baroului Iași la Cabinetul individual de avocatură „Vasile Olteanu” iar la scurt timp, în noiembrie, a devenit avocat stagiar în cadrul Societății Civile Profesionale de Avocați „Vlasov & asociații”.

După doi ani a susținut examenul de definitivare și a devenit avocat definitiv în cadrul Baroului Iași și, în primă fază, colaborator în cadrul Societății Civile Profesionale de Avocați „Vlasov & asociații”, urmând ca în martie 2001 să devină avocat asociat în societatea de avocați sus-menționată.

Începând cu data de 4 ianuarie 2002, Marius Striblea este titular al Cabinetului Individual de Avocat „Marius Sebastian Striblea”, din Iași, strada Agatha Barsescu, nr.6, județul Iași.

Marius Striblea a devenit un avocat căutat, cunoscut mai ales ca apărător a unor nume controversate din lumea interlopă, a fotbalului sau din politică. Astfel, de-a lungul timpului i-a avut ca clienți pe Vasile Drutcă, fostul președinte de la Politehnica Iași, fotbalistul Ionuț Bâlbă, Daniel Pancu, fostul deputat PSD de Neamț Iulian Țocu, omul de afaceri ieșean Cristian Maftei, membrul lumii interlope ieșene Bogdan Corduneanu, dar și nemțene Gheorghiță Mararu 

 Striblea o reprezintă, de asemenea, pe deputatul Elena Udrea în multiplele dosare de corupție, trafic de influență și spălare de bani, actualmente instrumentate de procurorii DNA (februarie 2015). 
În aprilie 2011 s-a înscris în cursa pentru șefia Baroului Iași

Pe data de 30 aprilie 2011 Marius Striblea a inițiat și organizat prima ediție a "Zilei avocatului ieșean".

Pe 5 mai 2011 avocatul Marius Striblea a câștigat primul tur al alegerilor pentru funcția de Decan al Baroului Iași. Marius Striblea a obținut 163 de voturi fiind urmat de Liviu Bran cu 96 de voturi și Doina Stupariu cu 88 de voturi. La alegeri au participat 532 de avocați.

### Cariera in mediul academic
La scurt timp după absolvirea facultății, în octombrie 1997, Marius Striblea a devenit preparator-suplinitor al Facultății de Drept din cadrul Universității Al. I. Cuza Iași, facând parte din catedra de Drept Privat, cu disciplina Drept Civil (contracte și succesiuni).

În urmatorii doi ani, Marius Striblea a participat activ la Sesiunile de Comunicări Științifice ce au avut loc cu ocazia zilelor Universității. De asemenea, in anul 1999, a devenit preparator al Facultății de Drept, catedra Drept Privat, iar in anul 2000 a promovat din nou, ajungând la titlul de asistent. 

În următorii ani a participat la majoritatea sesiunilor de comunicări științifice din cadrul Universității Al. I. Cuza(2001,2002,2003,2004,2005) iar in mai 2002 a participat la "Simpozionul Național de Teoria Generală a Statului și Dreptului", găzduit de Facultatea de Drept din Cluj-Napoca.

În prezent Marius Striblea este și doctorand în drept.

## Cursuri și lucrări publicate

### Tratate
- "Drept civil. Contracte. Succesiuni" - coautor, Ed. Junimea, Seria Jus, Iași, 2000 - 588 pag.
- "Drept civil. Contracte. Succesiuni" - coautor, Ed. Junimea, Seria Jus, Iași, 2003 - 601 pag.

### Articole
- "Unele considerațiuni despre natura și forța juridică a convențiilor care preced contractul de vânzare-cumpărare (Promisiunea de vânzare)'

susținut la Sesiunea de comunicări științifice ocazionată de "Zilele Universității Al. I. Cuza» Iași", octombrie 1998
- "Câteva considerații și propuneri de lege ferenda în materia evacuării"'și "Evacuarea chiriașului în lumina Legii nr.114/1996"

susținute la Sesiunea de comunicări științifice ocazionată de "Zilele Universității Al. I. Cuza» Iași", octombrie 1999
- "Întinderea rezervei soțului supraviețuitor al lui de cujus în concurs cu descendenții acestuia"

susținut la Sesiunea de comunicări științifice ocazionată de "Zilele Universității Al. I. Cuza» Iași", octombrie 2000
- "Unele considerații în legătură cu instituția rezervei succesorale"

susținut la Sesiunea de comunicări științifice ocazionată de "Zilele Universității Al. I. Cuza» Iași", octombrie 2001
- "Succinte considerații și unele propuneri de lege ferenda în legătură cu instituția plângerii prealabile"

susținut la Sesiunea de comunicări științifice ocazionată de "Zilele Universității Al. I. Cuza» Iași", octombrie 2002

### Cursuri
- Drept privat comparativ. Facultatea de Drept din cadrul Universității Alexandru Ioan Cuza din Iași

- Teoria generală a dreptului la Facultatea de Economie și Administrarea Afacerilor din Iași, din cadrul Universității Alexandru Ioan Cuza din Iași, Catedra de Finanțe și Monedă

- Teoria generală a dreptului la Facultatea de Drept, din cadrul Universității Alexandru Ioan Cuza din Iași